# Maribondo
Maribondo é um município brasileiro do estado de Alagoas. 
Sua população estimada em 2010 era de 13.606 habitantes. Sua área é de 171,28 km², representando 0,62 % do estado, 0,01 % da região e 0,00 % de todo o território brasileiro. Seu Índice de Desenvolvimento Humano (IDH) é de 0,64 segundo o Atlas de Desenvolvimento Humano/PNUD (2000)

## História
Conta a história do município que um pequeno sítio chamado Poço da Caatinga foi implantado em 1905, a 18 quilômetros de Anadia, e tinha esse nome por possuir um poço de água cristalina localizado entre ingazeiros e canafístulas. Em meio à vegetação formou-se uma grande casa de maribondos e o lugar passou a se chamar Poço da Casa de Maribondos. Em meio a tantas fazendas, a de José Sapucaia de Araújo foi a que mais se desenvolveu, com a instalação, em 1910, do primeiro vapor de algodão. Em 1913 chegou à região a família Azevedo e, logo depois, José Xavier de Azevedo instalou a primeira feira, destruída, sem explicação, pela guarda municipal de Anadia.
A história do município, porém, reconhece como seu fundador João Antônio dos Santos, que em 1919 comprou uma grande fazenda, construindo nela uma casa e a primeira mercearia do município, abrindo também uma pequena loja de tecidos. 
Em 1930, com apenas 45 moradores, Maribondo servia de parada para repouso dos viajantes que vinham para a capital ou iam para o interior. Em 1947 foi implantada uma nova feira. O governador Silvestre Péricles, em 1948, criou a Escola Rural e, em 1950, a primeira igreja. A BR-316 também deu importante impulso ao desenvolvimento do município, levando um grupo a trabalhar pela autonomia. Em 1962, o distrito foi emancipado de Anadia. 

## Lazer
As maiores atrações do município são as cachoeiras, as trilhas do Povoado Mata Verde que atrai muitos visitantes para caminhadas e passeios de bicicleta e os torneios esportivos. Além disso, tem destaque as festividades, como a Missa do Vaqueiro (12 de outubro), a Feira de Ciências e Cultura (FECICUM), a Festa da Padroeira (6 a 15 de janeiro) e a Festa da Emancipação Política (24 de agosto). A feira livre, aos domingos, também atrai visitantes.

## Maribondenses ilustres
Mestre Joana Gajuru
É o município natal do ex-prefeito de Maceió, José Cícero Soares de Almeida.